# Сборул (миноносец)
SM Tb 81 T (нем. Seine Majestat Torpedoboot 81T), позднее «Сборул» (рум. Sborul) и «Муссон» — миноносец типа 74 T, состоявший на вооружении флотов Австро-Венгрии, Румынии и СССР.

## История
Был построен в 1914 году, в состав ВМС вошёл 2 декабря. Являлся восьмым по счёту в списке миноносцев подобного типа, вошедших в строй.. 21 мая 1917 года официально было утверждено название для корабля — SM Tb 81 T.
Нёс активную службу в составе флота Австро-Венгрии в ходе Первой мировой войны. 14 мая 1918 года был атакован 7 гидросамолётами ВВС Италии, сбил один из самолётов и отступил на базу. 19 мая 1918 года сбил ещё один самолёт, а его экипаж попал в плен к австрийцам..
В 1920 году совместно с аналогичными кораблями 74T, 75T и 80T и миноносцами типа 82F был передан Румынии. Получил название «Сборул», войдя в состав флота Румынии. Был отремонтирован и усилен новым оружием, получил предназначение — охрану конвоев.
21 августа 1944 года миноносец был атакован советской авиацией, находясь в порту Сулины. 27 августа его захватили советские моряки, 5 сентября он вошёл в состав ВМС СССР (совместно с другим кораблём «Смеул»).
14 сентября 1944 года вошёл в состав ЧФ СССР под именем «Муссон». 12 октября 1945 года передан обратно в состав ВМС Румынии под названием E-2, а в 1958 году был пущен на слом.